# Kasachstan Kagazy
Kasachstan Kagazy (russisch Казахстан Кагазы, englisch Kazakhstan Kagazy) ist ein Papierhersteller aus Kasachstan mit Sitz in Almaty.
Es ist an der Kasachischen Börse gelistet. 100 Prozent der Aktienanteile sind im Besitz von Kagazy Investments Ltd.

## Geschichte
Gegründet wurde Kasachstan Kagazy im Jahr 2001. Ein Jahr nach der Unternehmensgründung wurde mit der chinesischen Hubei Jingshan Light Industrial Machinery Co. LTD ein Vertrag über die Lieferung von Verpackungsmaschinen abgeschlossen. Man stieg 2003 in den Papierhandel ein und zeigte Präsenz in Usbekistan und Kirgisistan.
An die kasachische Börse ging das Unternehmen im Jahr 2005. In den nächsten zwei Jahren erfolgten Vergrößerungen der Produktion. 2007 vereinbarte Kasachstan Kagazy mit der Europäischen Bank für Wiederaufbau und Entwicklung und der Kazkommertsbank ein Finanzpaket über 90 Millionen US-Dollar für die Entwicklung der Papierherstellung in Kasachstan.